# Peru i olympiska sommarspelen 2004
Peru i olympiska sommarspelen 2004 bestod av 12 idrottare som blivit uttagna av Perus olympiska kommitté.

## Badminton
Damsingel:
- Lorena Blanco
  - Sextondelsfinal: Förlorade mot (5) Wang Chen från Hongkong (1 - 11, 4 - 11)

## Bordtennis
Damsingel:
- Marisol Espineira
  - Omgång 1: Förlorade mot Miao Miao från Australien (11 - 8, 11 - 9, 5 - 11, 4 - 11, 6 - 11, 6 - 11)

## Brottning
Herrarnas lättvikt, grekisk-romersk stil:
- Sidney Guzman
  - Pool 4
    - Besegrade Davor Stefanek från Serbien och Montenegro (3 - 1; 6:19)
    - Förlorade mot Makoto Sasmoto från Japan (0 - 11; 2:31)

  - 2:a i poolen, gick inte vidare (→ 3 TP, 3 CP, 15:a totalt)

## Friidrott
Herrarnas höjdhopp:
- Alfredo Deza
  - Heat: 2.10 m (→ 18:a i grupp A, gick inte vidare, 35:a totalt)

Damernas 5 000 meter:
- Ines Melchor
  - Omgång 1: 17:08.07 (→ 21:a i heat 2, gick inte vidare, 38:a totalt)

## Rodd
Herrar
| Idrottare       | Gren          | Heat    | Heat      | Återkval | Återkval  | Semifinal | Semifinal | Final   | Final     | Final |
| Idrottare       | Gren          | Tid     | Placering | Tid      | Placering | Tid       | Placering | Tid     | Placering |       |
| --------------- | ------------- | ------- | --------- | -------- | --------- | --------- | --------- | ------- | --------- | ----- |
| Gustavo Salcedo | Singelsculler | 7:29,06 | 4 R       | 7:05,08  | 3 SD/E    | 7:09,06   | 1 FD      | 7:03,24 | 21        |       |

## Segling
Öppen
| Seglare          | Gren  | Lopp | Lopp | Lopp | Lopp | Lopp | Lopp | Lopp | Lopp | Lopp | Lopp | Lopp | Summerad poäng | Finalplacering |
| Seglare          | Gren  | 1    | 2    | 3    | 4    | 5    | 6    | 7    | 8    | 9    | 10   | M*   | Summerad poäng | Finalplacering |
| ---------------- | ----- | ---- | ---- | ---- | ---- | ---- | ---- | ---- | ---- | ---- | ---- | ---- | -------------- | -------------- |
| Augusto Nicolini | Laser | 38   | 35   | 16   | 39   | 31   | 28   | 38   | 33   | DSQ  | 33   | 38   | 329            | 38             |

M = Medaljlopp; EL = Eliminerad – gick inte vidare till medaljloppet;

## Tennis
| Spelare    | Gren       | Omgång 1                  | Omgång 2          | Åttondelsfinaler  | Kvartsfinaler     | Semifinaler       | Final / BM        | Final / BM       |
| Spelare    | Gren       | Motståndare Poäng         | Motståndare Poäng | Motståndare Poäng | Motståndare Poäng | Motståndare Poäng | Motståndare Poäng | Placering        |
| ---------- | ---------- | ------------------------- | ----------------- | ----------------- | ----------------- | ----------------- | ----------------- | ---------------- |
| Luis Horna | Herrsingel | Grosjean (FRA) L 2–6, 5–7 | Gick inte vidare  | Gick inte vidare  | Gick inte vidare  | Gick inte vidare  | Gick inte vidare  | Gick inte vidare |